# سن-پولیکارپ
سن-پولیکارپ (به فرانسوی: Saint-Polycarpe) یک کامین در فرانسه است که در Canton of Saint-Hilaire واقع شده‌است.

## خصوصیات
سن-پولیکارپ ۱۳٫۸۱ کیلومترمربع مساحت و ۱۶۷ نفر جمعیت دارد.